# Stokes-Automorphismus
Der Stokes-Automorphismus ist ein Begriff aus der Écalle-Theorie (Theorie der resurgenten Funktionen) und der asymptotischen Analysis. Der Automorphismus stellt einen Zusammenhang zwischen zwei gerichteten Borel-Resummierungen bzw. Borel-Laplace-Transformationen dar, welche durch eine Stokes-Linie getrennt werden.
Bei asymptotischen Entwicklungen von komplex-wertigen Funktionen spielt das Argument eine zentrale Rolle und so können unterschiedliche asymptotische Entwicklungen für dieselbe Funktion auftreten. Das klassische Beispiel ist die Airy-Funktion. Die verschiedenen Regionen werden durch die Stokes- und Anti-Stokes-Linien getrennt. Bildet man nun Resummierungen, das heißt Borel-Summierungen mit Laplace-Transformationen, können diese durch Stokes-Linien getrennt sein.
Der Stokes-Automorphismus ist nach Sir George Gabriel Stokes benannt.

## Stokes-Automorphismus
Mit {\displaystyle {\widetilde {\text{Res}}}^{simp}} bezeichnen wir den Raum der simplen {\displaystyle \Omega }-resurgenten Reihen d. h. Potenzreihen, deren formale Borel-Transformation simple {\displaystyle \Omega }-resurgente Funktionen sind. Die nachfolgende Definition wird für Elemente aus {\displaystyle {\widetilde {\text{Res}}}^{simp}} definiert, kann aber auf den Raum der resurgenten Funktionen {\displaystyle \mathbb {C} \delta \oplus {\widetilde {\mathcal {H}}}({\mathcal {R}})} erweitert werden.
Sei {\displaystyle {\widetilde {\phi }}(z)\in {\widetilde {\text{Res}}}^{simp}}, dann ist die laterale Borel-Summierung entlang {\displaystyle \theta } definiert durch
{\displaystyle {\mathcal {S}}_{\theta ^{+}}{\widetilde {\phi }}(z)=c+\int _{0}^{e^{i\theta }(\infty +i\varepsilon )}\mathrm {d} \zeta e^{-z\theta }{\widehat {\phi }}(\zeta )}
{\displaystyle {\mathcal {S}}_{\theta ^{-}}{\widetilde {\phi }}(z)=c+\int _{0}^{e^{i\theta }(\infty -i\varepsilon )}\mathrm {d} \zeta e^{-z\theta }{\widehat {\phi }}(\zeta )}
wobei {\displaystyle c\in \mathbb {C} } und {\displaystyle {\widehat {\phi }}(\zeta )} die Borel-Transformation von {\displaystyle {\widetilde {\phi }}} bezeichnet.
Sei {\displaystyle {\mathcal {S}}_{\theta ^{\pm }}} die laterale Borel-Summierung, dann ist der Stokes-Automorphismus {\displaystyle {\mathfrak {S}}_{\theta }:{\widetilde {\text{Res}}}^{simp}\to {\widetilde {\text{Res}}}^{simp}} definiert als {\displaystyle {\mathcal {S}}_{\theta ^{+}}={\mathcal {S}}_{\theta ^{-}}\circ {\mathfrak {S}}_{\theta }}.

## Einzelnachweis
1. ↑  Daniele Dorigoni: An introduction to resurgence, trans-series and alien calculus. In: Elsevier BV (Hrsg.): Annals of Physics, vol 409. 2019, doi:10.1016/j.aop.2019.167914, arxiv:1411.3585.